# Škoda Yeti
Škoda Yeti (type 5L) er en kompakt SUV fra bilmærket Škoda. Den serieproducerede udgave blev præsenteret på Geneve Motor Show i år 2009 og kom på markedet i august samme år. Bilen bygges i Kvasiny i Tjekkiet.

## Specifikationer
Yeti findes både i versioner med forhjulstræk og firehjulstræk.
Den terrænegnede drivlinie kommer fra Škoda Octavia II 4×4, og er kombineret med en Haldexkobling.
Motorprogrammet omfatter tre benzinmotorer med slagvolume på 1,2, 1,4 og 1,8 liter (77 kW/105 hk, 90 kW/122 hk hhv. 118 kW/160 hk) samt tre 2,0-liters dieselmotorer (81 kW/110 hk, 103 kW/140 hk og 125 kW/170 hk). 1,2- og 1,4-liters benzinmotorerne, 1,6-liters dieselmotoren og den svageste 2,0-liters dieselmotor har ikke firehjulstræk som standardudstyr. Til 1,2- og 1,8-liters benzinmotoren samt 2,0-liters dieselmotoren med 103 kW/140 hk fås DSG-gearkasse som ekstraudstyr. En spareversion med 1,6-liters dieselmotor og start/stop-system samt bremseenergigenvinding sælges under betegnelsen GreenLine. Til denne version benyttes rullemodstandsoptimerede hjul med mindre dækdimensioner for at reducere frihøjden og dermed også forbedre luftmodstanden.
I 2009 blev Yeti valgt til Årets Bil i Tjekkiet.
Interiøret ligner meget det i Škoda Superb, mens bagsædekonceptet er hentet fra Škoda Roomster.

## Sikkerhed
I Euro NCAPs kollisionstest blev Yeti i år 2009 belønnet med fem stjerner ud af fem mulige. For personsikkerhed fik den testede bil 92%, og for børnesikkerhed 78% af det maksimalt mulige pointtal. Fodgængersikkerheden blev belønnet med 46% af de mulige point, mens det standardmonterede sikkerhedsudstyr fik 71% af det maksimalt mulige pointtal.
- Bagfra
- Instrumentbræt
- Kig fra siden ind i cockpittet
- Bagagerum
- Škoda Yeti Roadster Concept
- Bagfra

## Motorer
| Model           | Cylindre | Ventiler | Slagvolume cm³ | Max. effekt kW (hk) / omdr. | Max. drejningsmoment Nm / omdr. | 0-100 km/t sek. | Topfart km/t | Byggeår |
| --------------- | -------- | -------- | -------------- | --------------------------- | ------------------------------- | --------------- | ------------ | ------- |
| Benzinmotorer   |          |          |                |                             |                                 |                 |              |         |
| 1.2 TSI         | 4        | 8        | 1197           | 77 (105) / 5000             | 175 / 1550 − 4100               | 11,8            | 175          | 2009 −  |
| 1.4 TSI         | 4        | 16       | 1390           | 90 (122) / 5000             | 200 / 1500 − 4000               | 10,5            | 185          | 2010 −  |
| 1.8 TSI         | 4        | 16       | 1798           | 112 (152) / 4300 − 6200     | 250 / 1500 − 4200               | 8,7             | 196          |         |
| 1.8 TSI         | 4        | 16       | 1798           | 118 (160) / 4500 − 6200     | 250 / 1500 − 4500               | 8,4             | 200          | 2009 −  |
| Dieselmotorer   |          |          |                |                             |                                 |                 |              |         |
| 1.6 TDI DPF     | 4        | 16       | 1598           | 77 (105) / 4400             | 250 / 1500 − 2500               | 12,1            | 176          | 2010 −  |
| 2.0 TDI DPF     | 4        | 16       | 1968           | 81 (110) / 4200             | 250 / 1500 − 2500               | 11,6            | 177          | 2009 −  |
| 2.0 TDI DPF 4×4 | 4        | 16       | 1968           | 81 (110) / 4200             | 280 / 1750 − 2750               | 12,2            | 174          |         |
| 2.0 TDI DPF     | 4        | 16       | 1968           | 103 (140) / 4200            | 320 / 1750 − 2500               | 9,9             | 190          | 2009 −  |
| 2.0 TDI DPF     | 4        | 16       | 1968           | 125 (170) / 4200            | 350 / 1750 − 2500               | 8,4             | 201          | 2009 −  |

## Testresultater
Yeti opnåede i flere tests gode resultater, så f.eks. vandt den en gruppetest i auto motor und sport for dieselmodeller, mod Toyota RAV4 og BMW X1. Top Gear-værten Jeremy Clarkson betegner såmænd efter en test Yeti som verdens bedste bil.
| Citat           | […] the Yeti does every single thing better than every other car on the Market. | Citat |
| Jeremy Clarkson |                                                                                 |       |